# Масловский район
Масловский район — административно-территориальная единица в составе Ярославской области, существовавшая в 1944—1959 годах. Изначально центром района было село Маслово, с 15 декабря 1952 года — село Воскресенское.
Масловский район был образован 18 декабря 1944 года в составе Ярославской области из частей Мышкинского и Некоузского районов.
В состав района вошли сельсоветы: Аристовский, Боброковский, Богородский, Воскресенский II, Вьюковский, Галицинский, Исаковский, Климовский, Кузьминский, Николо-Свеченский, Новинский, Ново-Топорский, Парфеньевский, Рожаловский и Рождественский.
В 1954 году Аристовский и Кузьминский с/с были присоединены к Рождественскому, Климовский — к Богородскому, Вьюковский — к Новинскому. Боброковский и Воскресенский с/с были объединены в Родионовский с/с, Исаковский и Ново-Топорский — в Мартыновский.
В 1957 году в Масловский район из Сонковского района Калининской области был передан Шелдомежский с/с.
6 марта 1959 года Масловский район был упразднён, а его территория разделена между Мышкинским и Некоузским районами.